# Арагонская хота (Глинка)
«Арагонская хота» (первоначально «Блестящее каприччио на тему арагонской хоты»; также известна как «Испанская увертюра № 1») — симфоническая увертюра, написанная М. И. Глинкой в 1845 году в Мадриде. Основана на теме хоты — национального испанского танца. «Арагонская хота», наряду со второй «испанской увертюрой» Глинки («Воспоминание о летней ночи в Мадриде»), положила начало популярности испанской тематики в русской музыке.

## История
В 1844 году Глинка отправился в путешествие по Европе, которое продлилось три года. Проведя почти год в Париже, он решил поехать оттуда в Испанию, к которой с давних пор испытывал интерес. В Испании композитор прожил более двух лет, изучая культуру испанского народа и записывая испанские мелодии. Итогом этих лет стали две симфонические увертюры — «Арагонская хота» и «Воспоминание о летней ночи в Мадриде».
В своих «Записках» (завершённых в 1855 году) Глинка вспоминал о своём пребывании в Вальядолиде и об истории возникновения этого произведения: «По вечерам собирались у нас соседи, соседки и знакомые, пели, плясали и беседовали. Между знакомыми сын одного тамошнего негоцианта по имени Felix Castilla бойко играл на гитаре, в особенности арагонскую хоту, которую с его вариациями я удержал в памяти и потом в Мадриде, в сентябре или октябре того же года сделал из них пьесу под именем „Capriccio brilliante“, которое впоследствии, по совету князя Одоевского, назвал Испанской увертюрой».
Впоследствии Глинка продолжил работу над «Арагонской хотой» в Мадриде и в короткий срок закончил её. Авторская рукопись этого произведения озаглавлена «Caprichio brillante para gran orchesta sobre la Jota Aragonese compuesta por Miguel de Glinka. Madrid аñо 1845» ('Блестящее каприччио для большого оркестра на тему Арагонской хоты, сочинённое Михаилом Глинкой. Мадрид, 1845 год'); в ней также указана точная дата: «Madrid, 24 Setiembre 1845». В настоящее время оригинальная партитура хранится в Российской национальной библиотеке.

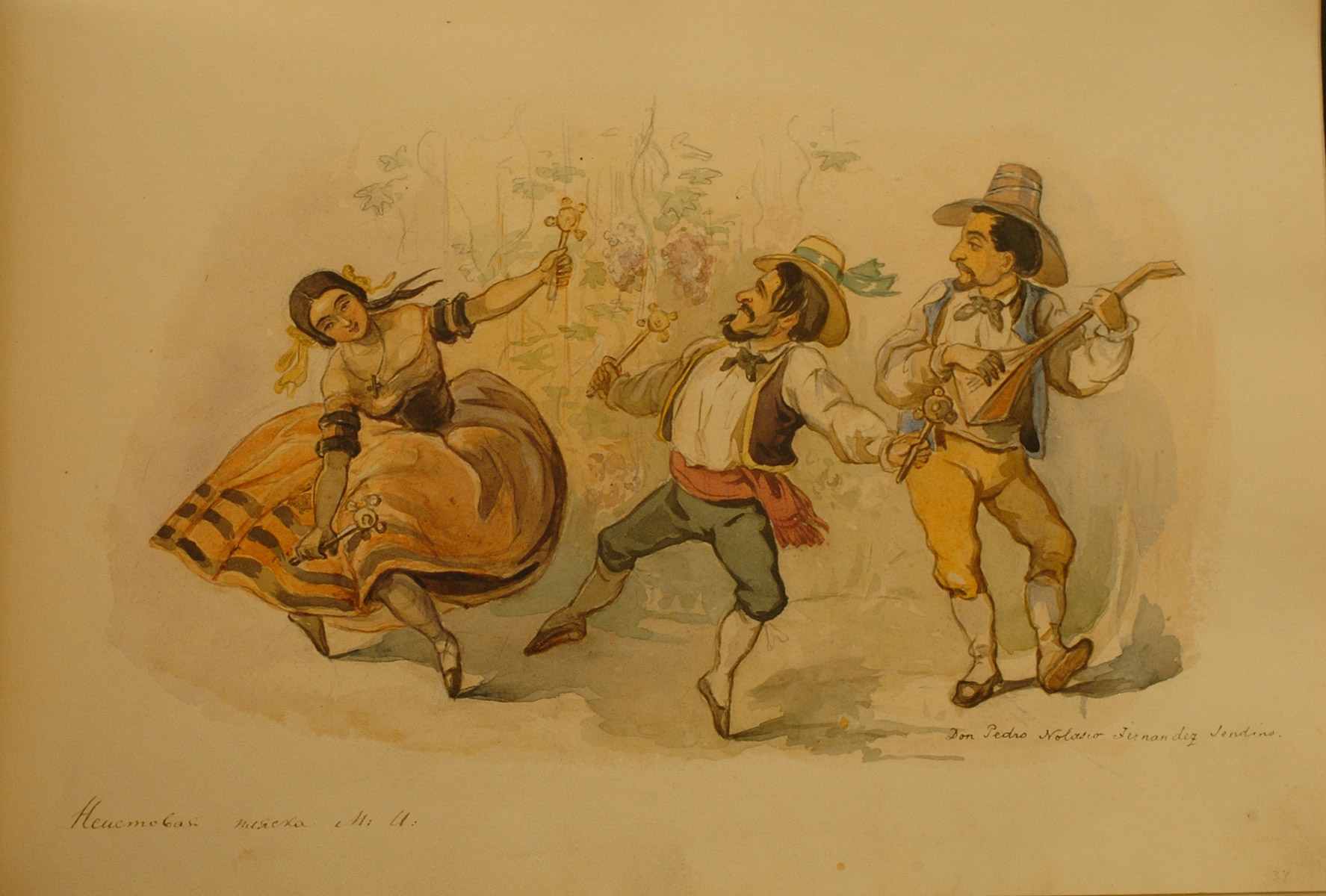
Н. А. Степанов. Неистовая пляска М. И.

П. А. Степанов, бывший с композитором в дружеских отношениях, вспоминал, что вскоре после возвращения из Испании Глинка, вместе со своим спутником Педро Фернандесом, играл ему у себя на квартире «Арагонскую хоту»: «Глинка блистательно исполнил на фортепиано, дон Педро ловко выбирал струны на гитаре, а в иных местах подплясывал — музыка вышла очаровательная». Кроме того, известно, что Глинка и сам учился танцевать испанские танцы: об этом он вспоминает в своих «Записках» («Пробовал я сам учиться танцевать у тамошнего танцовщика Pello, ноги повиновались, но с кастаньетками я не мог справиться») и не раз писал из Испании друзьям. Сохранился дружеский шарж художника-карикатуриста Н. А. Степанова, сделанный вскоре после возвращения Глинки в Россию, на котором композитор изображён танцующим испанский танец с кастаньетами под аккомпанемент гитары дона Педро.
Первое концертное исполнение обеих «испанских» увертюр состоялось в Петербурге 15 марта 1850 года. Впервые опубликованы они были в Лейпциге в 1858 году фирмой Зигеля (Siegel) на средства сестры композитора Л. И. Шестаковой. В 1879 году партитура вышла в издательстве П. Юргенсона, в редакции М. А. Балакирева и Н. А. Римского-Корсакова. Существуют также фортепианные переложения, в том числе выполненные М. Балакиревым.

## Состав оркестра
2 флейты, 2 гобоя, 2 кларнета, 3 фагота, 4 валторны, 2 трубы, 3 тромбона, офиклеид (в современных версиях туба), литавры, кастаньеты, тарелки, большой барабан, арфа, струнные.

## Общая характеристика
В основу симфонической увертюры Глинки легли темы, записанные им от Феликса Кастильи; в частности, мелодия хоты — наиболее распространённого, узнаваемого и общенационального испанского танца. Среди многочисленных разновидностей хоты наиболее известной и общепризнанной является арагонская, классический вариант которой и использовал в своей музыке Глинка. По мнению О. Е. Левашёвой, энергия, размах и блеск хоты как нельзя лучше передавали общее впечатление Глинки от Испании и дух этой страны.
«Арагонская хота», написанная в сонатной форме, открывается медленным, торжественным вступлением, в котором призывные возгласы валторн и труб сменяются тиратами струнных и духовых. В. А. Васина-Гроссман характеризует его как «строгое, полное сдержанной силы и величия», с «маршевым ритмом и блестящими фанфарными звучаниями». Затем, эпизод за эпизодом, начинается развитие темы хоты. Она возникает в главной партии основного раздела у струнных и арфы, звуча легко и прозрачно. Её сменяет напевная мелодия у деревянных духовых: кларнета, гобоя, фагота. Побочная партия звучит вначале изящно и грациозно, напоминая наигрыш на мандолине; потом к ней присоединяется новая тема, певучая и экспрессивная. Постепенно в разработке нарастает напряжение, музыка приобретает драматичный, героический, отчасти даже грозный и воинственный характер. Наконец, в репризе все образные линии объединяются; вновь возникает первоначальная тема хоты с блеском и весельем безудержной пляски, а завершением служит «величественное, торжествующее tutti».
Говоря о композиции «Арагонской хоты», О. Е. Левашёва отмечает в ней «естественное слияние сонатности и вариационности». С. М. Слонимский также видит в ней «сочетание принципов сонатности и двойных вариаций с превалирующей ролью сонатности». Б. В. Асафьев полагает, что название увертюры «не вяжется ни с „Арагонской хотой“, ни с „Ночью в Мадриде“» и «сбивает с пути интонационно правильной их оценки». Он видит в ней не увертюру, а блестящее и безупречное по форме и стилю каприччио.

## Значение
О. Е. Левашёва предполагает, что обе испанские увертюры послужили стимулом для последующего создания знаменитой «Камаринской», и объединяет три этих произведения в особую группу, концентрирующую основные принципы зрелого симфонизма Глинки и представляющую собой «энциклопедию его оркестрового мышления». Впоследствии они оказали влияние на ряд русских композиторов, в первую очередь членов «Могучей кучки» (примером могут служить «Увертюра на тему испанского марша» Балакирева и «Испанское каприччио» Римского-Корсакова). Продолжением глинковских традиций стал и общий «расцвет „испанизмов“» во всей европейской музыке конца XIX — начала XX века.
Неоднократно отмечалось, что испанские увертюры Глинки известны и высоко ценимы не только в России, но и в Испании. Так, Мануэль де Фалья в одной из своих статей писал, что испанскую симфоническую музыку первыми создали русские композиторы, в частности, Глинка и Римский-Корсаков.

## Комментарии
1. ↑  Приводится в авторской орфографии по сохранившейся рукописи[11].